# Heterospathe brevicaulis
Heterospathe brevicaulis là loài thực vật có hoa thuộc họ Arecaceae. Loài này được Fernando mô tả khoa học đầu tiên năm 1990.